# Саррад, Эмиль
Эмиль Саррад (фр. Émile Sarrade; 10 марта 1877, Париж — 14 октября 1953, Париж) — французский перетягиватель каната и регбист, чемпион и серебряный призёр летних Олимпийских игр 1900.
Сначала Саррад на Играх соревновался в перетягивании каната. Его команда, проиграв в единственном матче датско-шведской команде, стала серебряным призёром.
В регби Саррад входил в сборную Франции, которая обыграв Германию и Великобританию, заняла первое место в турнире, выиграв золотые медали. Выступал за команду «Расинг Метро 92» во второй линии.